# Jacob Ngwira
Jacob Ngwira (ur. 17 września 1985) – piłkarz malawijski grający na pozycji pomocnika.

## Kariera klubowa
Karierę piłkarską Ngwira rozpoczął w klubie ESCOM United FC. W 2005 roku zadebiutował w jego barwach w pierwszej lidze Malawi. W 2007 roku wywalczył mistrzostwo Malawi. W 2009 roku odszedł do południowoafrykańskiego zespołu Carara Kicks, grającego w Mvela League. Następnie ponownie grał w Escom United (2010), ponownie w Carara Kicks (2010-2012) i ponownie w Escom United (2012-2013). W latach 2013–2015 występował w Mighty Wanderers FC, z którym w 2015 zdobył Puchar Malawi. W latach 2016–2017 był piłkarzem Wizards Chilomoni, w którym zakończył karierę.

## Kariera reprezentacyjna
W reprezentacji Malawi Ngwira zadebiutował 27 maja 2007 roku w przegranym 0:1 meczu Pucharu COSAFA 2007 ze Suazi, rozegranym w Lobambie. W 2010 roku w Pucharze Narodów Afryki 2010 był rezerwowym i nie rozegrał żadnego spotkania. Od 2007 do 2011 wystąpił w kadrze narodowej 17 razy i strzelił 1 gola.